# Medalla por la Explotación de los Recursos Minerales y el Desarrollo de los Complejos de Petróleo y Gas de Siberia Occidental
La Medalla por la Explotación de los Recursos Minerales y el Desarrollo de los Complejos de Petróleo y Gas de Siberia Occidental (en ruso: За освоение недр и развитие нефтегазового комплекса Западной Сибири), es una condecoración civil soviética, instituida por Decreto de la Presídium del Sóviet Supremo de la Unión Soviética del 28 de julio de 1978. Para reconocer tres años de trabajo dedicado al desarrollo del Complejo Petroquímico de Siberia Occidental.
En total unas 25 000 personas fueron galardonadas con esta medalla.

## Reglamento
La Medalla por la Explotación de los Recursos Minerales y el Desarrollo de los Complejos de Petróleo y Gas de Siberia Occidental se otorgaba a los participantes activos en la exploración de recursos minerales y el desarrollo del complejo de petróleo y gas de Siberia Occidental por su trabajo desinteresado en la identificación, exploración y desarrollo de campos de petróleo y gas, producción y procesamiento industrial de petróleo y gas, construcción de viviendas industriales e instalaciones civiles, rutas de transporte, suministro de energía, transporte y otros servicios para el complejo de petróleo y gas, así como empleados de organizaciones de investigación y diseño, instituciones y organizaciones de la esfera no productiva, partidos, organismos soviéticos, sindicales y Komsomol ubicados en el territorio del complejo de petróleo y gas quienes contribuyeron a su desarrollo con su trabajo concienzudo.
La medalla se otorgaba a los trabajadores y empleados que hubieran trabajado en las regiones del complejo de petróleo y gas de Siberia occidental, por regla general, durante al menos tres años. Era otorgada en nombre del Presídium del Sóviet Supremo de la Unión Soviética por el Presídium del Sóviet Supremo de la RSFS de Rusia.

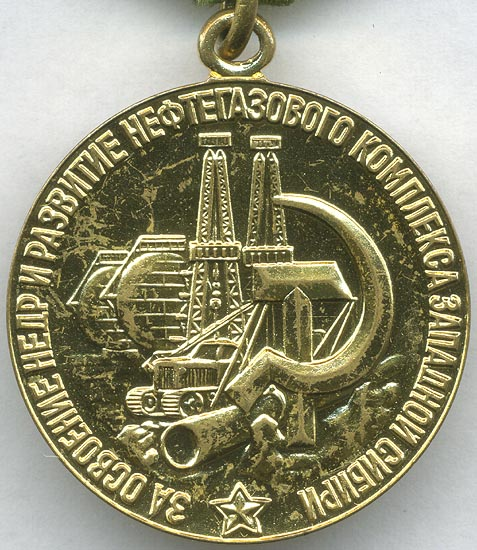
Anverso de la medalla

Las solicitudes para conceder la medalla eran iniciadas por la administración de empresas, organizaciones, instituciones en conjunto con el partido, sindicatos y organizaciones de colectivos laborales del Komsomol, así como los órganos regionales y municipales y posteriormente presentadas al Presídium del Sóviet Supremo de la RSFSR por los ministerios y departamentos de la Unión Soviética y la RSFSR, cuyas empresas y organizaciones están trabajando en el desarrollo de los recursos minerales y el desarrollo del complejo de petróleo y gas, así como por los comités ejecutivos de los Consejos Regionales de Diputados del Pueblo de Tiumén y Tomsk.
La medalla se lleva en el lado izquierdo del pecho y en presencia de otras órdenes y medallas de la URSS, se coloca después de la Medalla por la Transformación de la Región de la Tierra No Negra de la RSFSR. Si se usa en presencia de condecoraciones de la Federación de Rusia, estas últimas tienen prioridad.
Cada medalla venía con un certificado de premio, este certificado se presentaba en forma de un pequeño folleto de cartón de 8 cm por 11 cm con el nombre del premio, los datos del destinatario y un sello oficial y una firma en el interior.

## Descripción

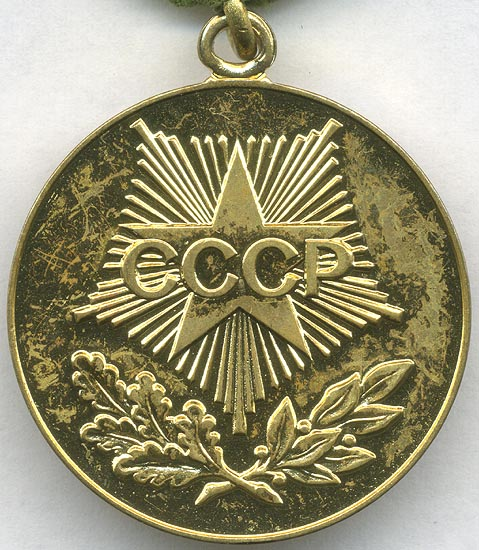
Reverso de la medalla

La medalla es de latón y tiene la forma de un círculo regular con un diámetro de 32 mm con un borde elevado por ambos lados.
El anverso de la medalla muestra una hoz y un martillo sobre el fondo las imágenes en relieve de dos plataformas petrolíferas en el centro, dos tanques de gas a la izquierda, un tractor y una tubería. En la parte inferior, una pequeña estrella de cinco puntas en relieve, a lo largo de la circunferencia de la medalla, la inscripción en relieve "Por la extracción del subsuelo y la expansión del complejo petroquímico de Siberia Occidental" (en ruso: «За освоение недр и развитие нефтегазового кого к Западной Сибири»).
En el reverso de la medalla, sobre el fondo de una estrella de cinco puntas y rayos divergentes en forma de pentágono, hay una inscripción “URSS” (en rusoː CCCP). A continuación se muestran las ramas de laurel y roble cruzadas.
Todas las inscripciones e imágenes de la medalla son convexas.
La medalla está conectada con un ojal y un anillo a un bloque pentagonal cubierto con una cinta de muaré de seda de 24 mm de ancho con franjas de color verde claro a lo largo de los bordes de 6 mm de ancho y una franja azul en el medio de 6 mm de ancho. Las rayas verde claro y azul están separadas por una raya blanca de 1 mm de ancho y una raya negra de 2 mm de ancho.